# Pellen (België)
Pellen (Frans: Pellaines) is een dorp in de Belgische provincie Luik en een deelgemeente van Lincent. Tot 1 januari 1977 was het een zelfstandige gemeente.
Pellen is een Haspengouws landbouwdorp, gelegen vlak bij de taalgrens op 7 kilometer ten zuidwesten van de stad Landen. Het dorp ligt ten noorden van de autosnelweg E40/A3 op ongeveer een kilometer van de uitrit Lijsem. De Kleine Gete stroomt ten westen van het dorp.

## Geschiedenis
Pellen was van oorsprong een Nederlandstalige gemeente die tot het Hertogdom Brabant behoorde. Vanaf de 12e eeuw was er een parochie die sterk afhing van de Abdij van Heylissem. Het dorp was in de loop van de volgende eeuwen in handen van verscheidene families die echter nooit in het dorp hebben gewoond.
Bij de vorming van de gemeenten werd Pellen een zelfstandige gemeente. Het is steeds een landbouwgemeente (vooral akkerbouw) gebleven met nauwelijks industrie. In 1977 werd de gemeente opgeheven en bij Lijsem gevoegd. Vanaf dan ontwikkelde Pellen zich door haar gunstige ligging aan de E40 van een landbouwgemeente naar een woondorp.

## Bezienswaardigheden

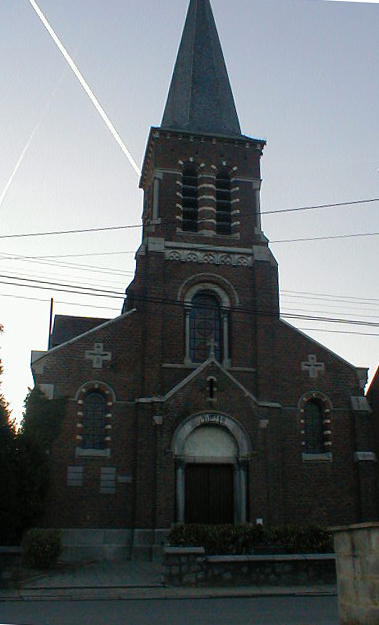
De Sint-Bartholomeus- en Hubertuskerk van Pellen

- De neoromaanse Sint-Bartholomeus- en Hubertuskerk uit 1868 werd gebouwd nadat Pellaines in 1842 een zelfstandige parochie was geworden.
- De Kasteelhoeve van Pellaines (Château-Ferme de Pellaines) (18e-19e eeuw) uit tufsteen die twee klokken herbergt uit de oude gotische kerk. De oudste klok uit 1404 is beschermd.
- De Moulin Champagne is een onderslagmolen op de Kleine Gete waarvan de oorsprong dateert uit de 15e eeuw en  waarvan de huidige gebouwen dateren uit de 18e-19e eeuw.

## Natuur en landschap
Pellen ligt aan de Kleine Gete en aan de taalgrens. De hoogte aan de kerk bedraagt 69 meter.

## Demografische ontwikkeling
Pellen was in de 19e eeuw een bloeiende landbouwgemeente waardoor het aantal inwoners toenam. Door de mechanisering van de landbouw in de 20e eeuw en het feit dat er nauwelijks industrie was daalde het aantal inwoners met ruim 20% tussen 1910 en 1970. Na de aanleg van de autosnelweg naar Luik en Brussel begon het inwoneraantal terug te stijgen.
- Bronnen:NIS, Opm:1831 tot en met 1970=volkstellingen, 1976= inwoneraantal op 31 december

## Nabijgelegen kernen
Maret, Lijsem, Opheylissem, Raatshoven, Linsmeel